# Santuario di San Leopoldo Mandic
La chiesa della Trasfigurazione oggi conosciuta più come Santuario di San Leopoldo Mandic, è un edificio religioso di origine cinquecentesca che si innalza in contrà Santa Croce a Padova. Fu fondata come chiesa conventuale nel XVI secolo da una comunità di Frati Cappuccini che ancora la reggono. Quasi completamente distrutta durante la seconda guerra mondiale, fu in seguito ricostruita. L'interno è ricco di interessanti tele del Cinque e Seicento. È meta di un costante flusso di pellegrini che si recano in visita alla tomba di san Leopoldo Mandic, collocata in un locale attiguo alla chiesa, presso la stanzetta dove il santo confessava.

## Storia
L'edificio sacro è recente, in quanto fu interamente ricostruito dopo la devastazione causata dal bombardamento aereo alleato del 14 maggio 1944, ma la presenza dei frati in città data da oltre 500 anni. I cappuccini giunsero a Padova nel 1537, insediandosi inizialmente alle porte della città. Dopo vari tentativi di trovare una sede in città, riuscirono ad installarsi nel 1554 nel borgo di Santa Croce, nel luogo in cui le monache di Sant'Agata e Santa Cecilia avevano una grande casa con edifici annessi e un grande orto. La realizzazione del convento avvenne in più tempi: la prima chiesa, realizzata nel 1581, era già stata distrutta nel 1811 e in seguito riedificata (1824-1825). L’attuale è opera dell’architetto Giovanni Morassutti e fu consacrata nel 1950.

## Descrizione
Lo stile è quello tipico delle chiese francescane. L'aula liturgica, composta da un'unica navata arricchita da alcuni altari laterali, conduce all'ampio presbiterio, al centro del quale, dietro l'altare comunitario, si staglia un grande ed artistico crocifisso ligneo, opera di Luigi Strazzabosco (1895-1980). Sullo sfondo del coro prende posto un maestoso organo: costruito nel 1989 dall'artigiano Gastone Leorin, restaurato ed ampliato nel 2019 su progetto del maestro organista Alberto Sabatini, è dotato di un magniloquente prospetto scenografico e di particolarissimi timbri sonori. Nell'ultimo altare, a sinistra, è conservata la statua della Madonna scampata al bombardamento che, durante la seconda guerra mondiale, distrusse quasi tutto l'edificio sacro precedente l'attuale. Valorizzano ulteriormente la Chiesa alcune pregiate tele: tra tutte vanno ricordate la Trasfigurazione di Gesù, di Dario Varotari (XVII sec.), la Gloria di San Leopoldo, con la B. V. Maria e gli Angeli, di G.B. Tiozzo (XX sec.), e L'incoronazione della Vergine (XVI sec.).